# 巩膜镜

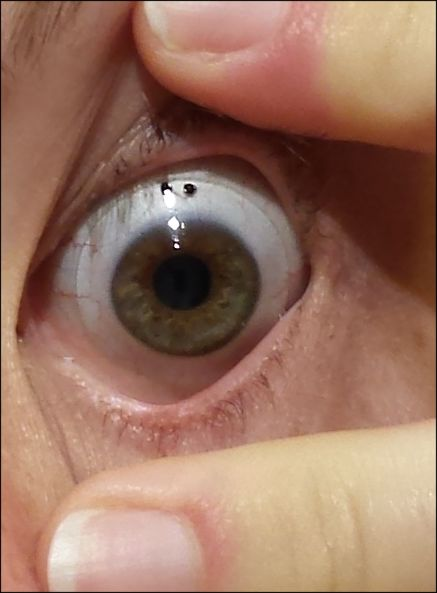
佩戴中的巩膜镜

巩膜镜，是大直径的接触点在巩膜上的硬性高透氧隐形眼镜。

## 设计
巩膜镜使用新一代的硬式隐形眼镜高透氧材料Boston XO2、Menicon Z等制造，直径一般在14mm到22mm，镜片内填充生理盐水，镜片接触的是眼球中相对不敏感的眼白巩膜部位，戴起来相对于小直径的角膜接触镜更加舒服。

## 用途
一般人角膜直径平均为11.8mm，一般的硬式隐形眼镜直径大约在9.2mm大约覆盖角膜的75% ~ 80 %，大直径隐形眼镜可以整个覆盖角膜表面；一般常用的硬性隐形眼镜是设计配戴在角膜上，角膜是人体中最敏感的其中一个部位，当患者年纪增加或分泌泪水的能力降低到某种程度时，就有可能会造成隐形眼镜与角膜之间的磨擦增加，而逐渐出现异物感或不适应的症状。
这种现象在有角膜疾病的人身上到会更明显，因此利用增加镜片的直径大小，让部份或所有的镜片与眼表面之触碰点，从角膜接触点改到比较不敏感的巩膜上，如此可以有效的降低异物感的存在；应用在圆锥角膜、角膜移植、干眼症、激光矫视后、散光度数较高、散光轴度较特殊、软式隐形眼镜配戴时会出现戴得不合适或不舒适感身上的人，可以透过大直径硬式隐形眼镜而让视力得到有效的改善。